# Robertson
Robertson este un oraș din Provincia Western Cape, Africa de Sud.